# 邊境巡邏隊戰術單位
邊境巡邏隊戰術單位（Border Patrol Tactical Unit，簡稱：BORTAC）是美國邊境巡邏隊的戰術單位。該單位於2007年與“邊境巡邏隊搜索、創傷與救援單位”（BORSTAR）一同被併入新成立的“特別行動組”（Special Operations Group，SOG）。

## 任務
BORTAC的任務是要對所有在國內外以美國本土為目標的任何形式恐襲威脅作出應對。他們也會針對高價值目標進行掃毒作戰，更會部署到邊境巡邏隊或美國海關及邊境保衛局的空中及海上行動部等單位以協助這些人員執行職務。除了會在美墨邊境執行任務外，BORTAC也常常被部署到美國各地，以提供聯邦戰術單位（如：FBI HRT）的執法能力。他們也負責擔任大型活動（如：超級碗）的安全事務，還會被部署到自然災害地區，以確保不會爆發內亂。另外，一旦發生大型刑事案件或有囚犯逃脫的時候，BORTAC能夠向當地執法機關提供支援。比如於2015年發生在紐約的克林頓懲教所越獄事件，一支BORTAC小隊透過直升機進行部署，擊斃了名為理查德·馬特的逃犯。BORTAC隊伍也可以進行海外部署，並向盟國提供在緝毒上和邊防上的訓練及支援。

## 歷史
BORTAC最初是為了應付移民及歸化局拘留設施內所發生的騷亂而於1984年成立，而這個任務目前已經改由美國移民及海關執法局（ICE）、執行及移除行動部（ERO）以及特別應變隊（SRT）擔任。自成立以來，BORTAC穩定的擴大了其任務範圍和執法能力，現已成為能夠在國內外執行任務的快速應變單位。到目前為止，該單位的人員已經在全球28個國家執行過任務。其任務包括：國際培訓、擔任顧問、反恐作戰、緝毒作戰、高風險搜捕、要員保護、攔截和巡邏行動，以及為其他美國機關和軍事單位提供戰術訓練。

## 組織
BORTAC與其訓練單位的總部位於德州埃爾帕索布利斯堡美國陸軍基地內的比格斯陸軍機場。BORTAC的訓練單位目前負責所有海關及邊境保衛局戰術單位的訓練。它也能夠為其他聯邦、州及地方層級的執法機關提供特種訓練。BORTAC也曾向外國的警察、準軍事部隊以及特別單位提供戰術及緝毒訓練，以作為與國務院和司法部聯合訓練項目的一部份。

## 已知裝備

### 個人武器

#### 手槍
| 武器名稱       | 原產地 | 備註                          |
| -------------- | ------ | ----------------------------- |
| HK P2000       | 德国   | .40 S&W口徑型，配備LEM扳機    |
| HK USP         | 德国   | .40 S&W口徑緊湊型             |
| HK P30         | 德国   | .40 S&W口徑LEM型              |
| SIG Sauer P229 | 德国   | 9毫米帕拉貝倫口徑純雙動扳機型 |

#### 衝鋒槍
| 武器名稱 | 原產地 | 備註          |
| -------- | ------ | ------------- |
| HK UMP   | 德国   | .40 S&W口徑型 |

#### 霰彈槍
| 武器名稱  | 原產地 | 備註               |
| --------- | ------ | ------------------ |
| 雷明登870 | 美国   | 配備特製的14吋槍管 |

#### 突擊步槍
| 武器名稱 | 原產地 | 備註                               |
| -------- | ------ | ---------------------------------- |
| M4A1     | 美国   | 現役步槍多數配備Geissele Mk 16護木 |

#### 狙擊步槍
| 武器名稱  | 原產地 | 備註                     |
| --------- | ------ | ------------------------ |
| M14       | 美国   | .308溫徹斯特口徑         |
| 雷明登700 | 美国   | .308溫徹斯特口徑         |
| M40       | 美国   | XBKS型，.308溫徹斯特口徑 |

#### 榴彈發射器
| 武器名稱     | 原產地 | 備註 |
| ------------ | ------ | ---- |
| M79          | 美国   | -    |
| M203         | 美国   | -    |
| 37毫米防暴槍 | 美国   | -    |

### 個人裝備
- 作戰服
  - 現時以多地形迷彩樣式為主
- 戰術頭盔
  -  Ops-Core FAST Ballistic
  -  Team Wendy Exfil
  -  Galvion Caiman Ballistic High Cut
- 攜板背心
  -  Crye Precision JPC
- 抗噪耳機
  -  3M Peltor Comtac III
- 夜視儀
  -  AN/PVS-31
- 無線電
- 警棍
- 胡椒噴霧
- 各種非致命手榴彈

## 行動紀錄

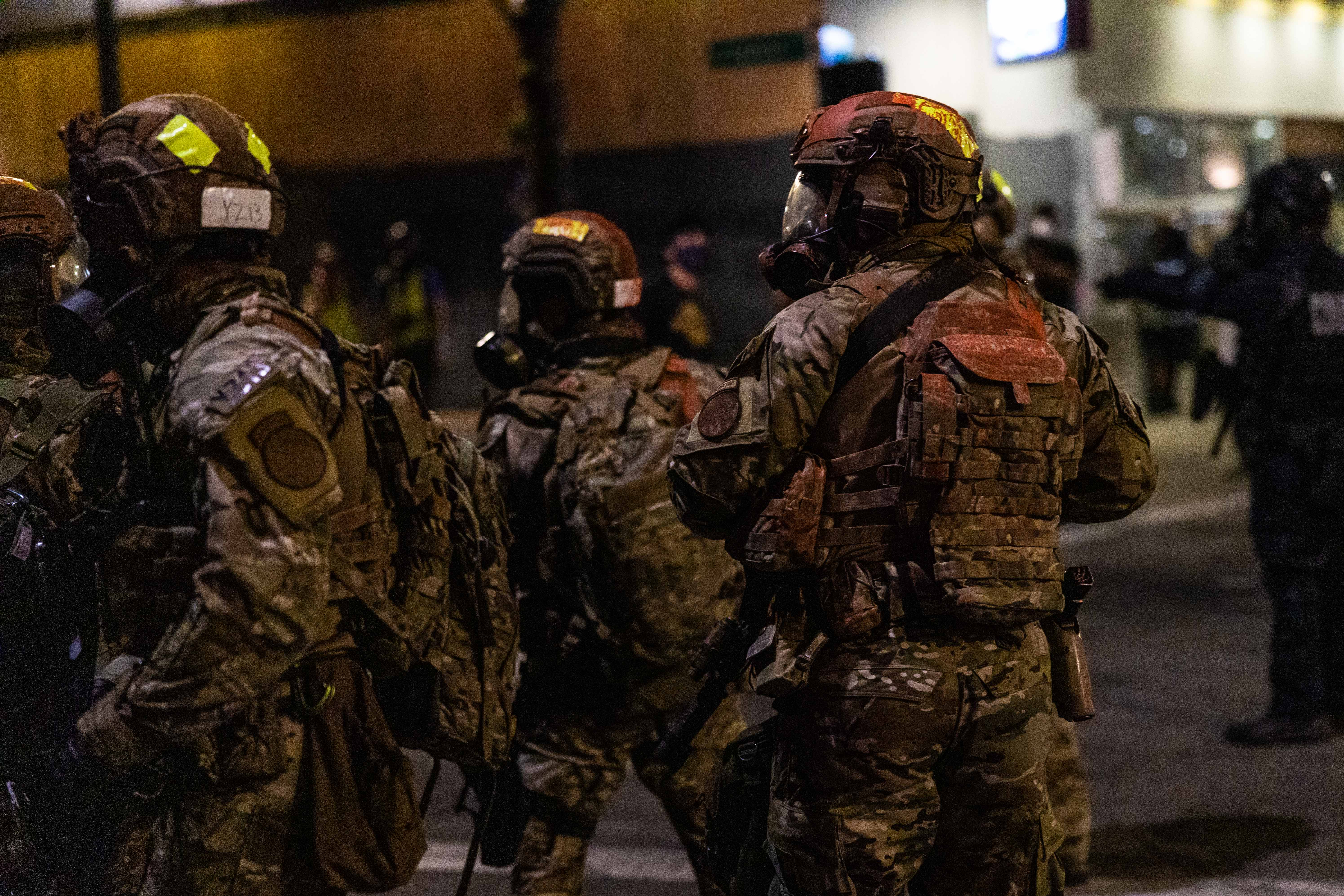
2020年在波特蘭驅散示威者的BORTAC隊員

1980年代毒品戰爭期間，BORTAC曾與美國緝毒局在南美洲合作進行緝毒，該次行動代號為雪帽行動。
2000年4月，BORTAC發起了“團圓行動”，期間突擊了一所在邁阿密的住宅，並安全的把古巴難民埃連·岡薩雷斯護送到他在古巴的家庭。
911襲擊後，BORTAC被派遣到美國境內的高風險地區以應付潛在的恐襲威脅。
2002年，BORTAC與美國特勤局一同負責鹽湖城冬季奧運會的保安任務。
在卡特里娜颶風吹襲美國期間，BORTAC曾派遣到墨西哥灣沿岸地區為當地居民和執法機關提供援助。
2010年12月，BORTAC探員布賴恩·特里在墨西哥與亞利桑那州邊境追截數名犯罪份子期間遭射殺殉職。
2020年，因應黑人疑犯喬治·佛洛伊德被警方殺害觸發的全國示威浪潮，聯邦政府派遣多個執法機關前往多個城市執法，其中BORTAC和國土安全部的戰術單位被派到奧勒岡州波特蘭市驅散和拘捕示威者。BORTAC的執法行動激起奧勒岡州州長凱特·布朗和國會代表團的猛烈批評，並控告他們任意抓捕距離聯邦大樓較遠，且不構成即時威脅的示威者，然後帶著他們登上未標記車輛的行為。
2022年猶瓦爾迪小學槍擊案期間BORTAC被派到猶瓦爾迪市協助當地執法單位，他們在案發一小時後抵達現場。事件最後以BORTAC成員攻入疑犯身處的教室將其擊殺而結束。當中一名BORTAC幹員在槍戰中被子彈擦中頭部受傷。

## 外部連結
- 官方网站 Fact Sheet (PDF)
- Specwar.net article （页面存档备份，存于）